# طفيلي مجهري
طُفَيلي مِجهُري أو طُفَيلي صُغري أو كائن حَي دِقي طُفَيلي (بالإنجليزية: Microparasite)‏ هوَ الطُفيل ذُو الحجم المِجهري، ويُعتبر نَقيض الطفيلي العِيانيّ الذي يُمكن مُشاهدته بالعين المُجردة.
تُعتبر البكتيريا وَالفيروسات وَالأوليات وَالفطريات من الأمثلة على الطُفيليات المِجهرية.